# Горица Јамничка
Горица Јамничка (хрв. Gorica Jamnička) је насељено место у општини Писаровина, Загребачка жупанија, Хрватска.

## Историја
До територијалне реорганизације у Хрватској била је у саставу старе општине Јастребарско.

## Становништво
У попису становништва из 2011. године, Горица Јамничка је имала 116 становника.
| Број становника према пописима | Број становника према пописима | Број становника према пописима | Број становника према пописима | Број становника према пописима | Број становника према пописима | Број становника према пописима | Број становника према пописима | Број становника према пописима | Број становника према пописима | Број становника према пописима | Број становника према пописима | Број становника према пописима | Број становника према пописима | Број становника према пописима | Број становника према пописима |
| ------------------------------ | ------------------------------ | ------------------------------ | ------------------------------ | ------------------------------ | ------------------------------ | ------------------------------ | ------------------------------ | ------------------------------ | ------------------------------ | ------------------------------ | ------------------------------ | ------------------------------ | ------------------------------ | ------------------------------ | ------------------------------ |
| 1857                           | 1869                           | 1880                           | 1890                           | 1900                           | 1910                           | 1921                           | 1931                           | 1948                           | 1953                           | 1961                           | 1971                           | 1981                           | 1991                           | 2001                           | 2011                           |
| 253                            | 291                            | 302                            | 330                            | 366                            | 335                            | 328                            | 351                            | 327                            | 316                            | 267                            | 230                            | 206                            | 167                            | 126                            | 116                            |

Напомена: До 1900. исказивано под именом Горица.

### Попис1910.
| Горица Јамничка                                    | Горица Јамничка                                             |
| -------------------------------------------------- | ----------------------------------------------------------- |
| језик                                              | вера                                                        |
| укупно: 335 Хрватски 334 (99,70%) Српски 1 (0,29%) | укупно: 335 Римокатолици 334 (99,70%) Православци 1 (0,29%) |